# Geografia Hiszpanii

Hiszpania na świecie

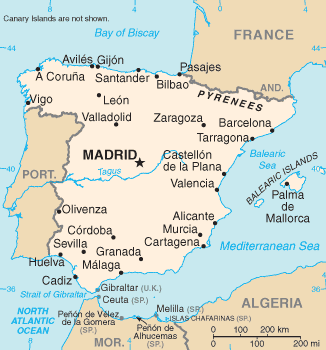
Mapa Hiszpanii

Hiszpania jest dużym krajem położonym w Europie Zachodniej; zajmuje większą część Półwyspu Iberyjskiego i dwa archipelagi (Wyspy Kanaryjskie na Atlantyku i Baleary na Morzu Śródziemnym), a także dwa miasta (Ceuta i Melilla, na północy Afryki, oprócz wielu mniejszych wysp na tym obszarze i w pobliżu Półwyspu).
Hiszpania jest górzystym i wyżynnym krajem, charakteryzującym się ciepłymi i gorącymi latami oraz łagodnymi zimami. Kraj pokrywa strefa śródziemnomorskiej roślinności stepowej i lasów dębu korkowego. Ciepły klimat sprawia, że sezon turystyczny trwa przez większą część roku, a urozmaica go ciekawy folklor i duża liczba zabytków.

## Powierzchnia i granice
Powierzchnia Hiszpanii zajmuje 504 750 km²; w tym lądowa – 499 542 km², zaś wody obejmują 5240 km². Hiszpania jest trzecim co do wielkości krajem Europy, po Ukrainie i Francji, wyłączając europejską część Rosji.
Skrajne punkty: północny 43°50′N, południowy 35°59′N, zachodni 09°22′W, wschodni 03°20′E. Rozciągłość południkowa wynosi 860 km, a równoleżnikowa 1025 km. Powyższe dane dotyczą tylko kontynentalnej części Hiszpanii.

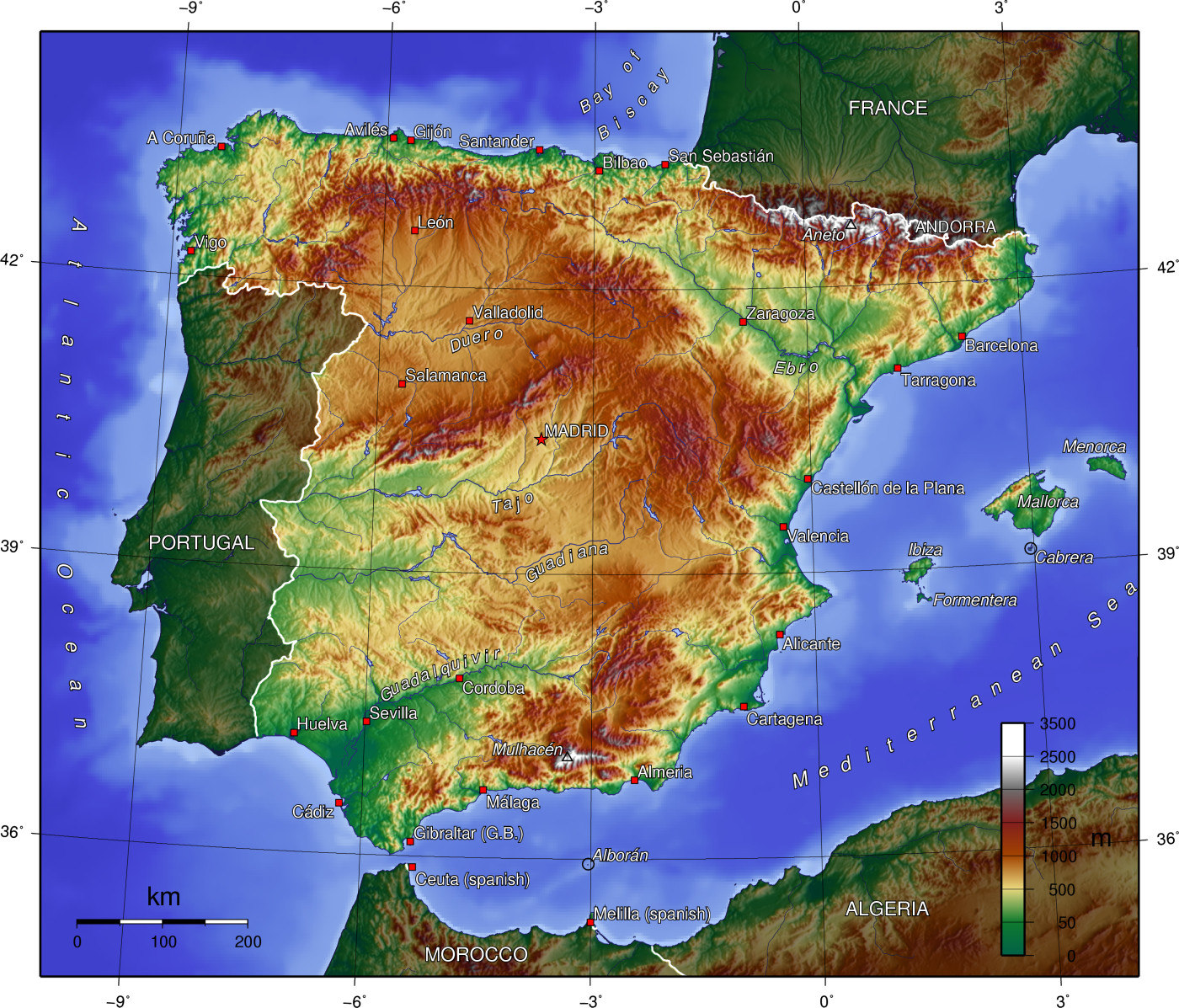
Mapa fizyczna Hiszpanii

Poza kontynentalną częścią Hiszpanii najdalej na południe wysuniętym punktem jest przylądek Estaca de Bares na kanaryjskiej wyspie Hierro (Ferro), na 27°38′N i 17°58′W. Najdalej wysunięty punkt na zachodzie to Punta Orchilla, także na wyspie Hierro, na 27°42′N i 18°09′W. Najdalej na wschód wysunięty punkt to Punta Esperó na Minorce, leżącej na Morzu Śródziemnym, na 39°52′N i 04°19′E.
Hiszpania graniczy z następującymi państwami:
- Andora – 65 km
- Francja – 623 km
- Gibraltar – 1,2 km
- Portugalia – 1232 km
- od południa poprzez wody terytorialnie Cieśniny Gibraltarskiej Hiszpania graniczy z Marokiem.

Linia brzegowa – 3 904, a wraz z wyspami jej długość wynosi 4964 km

## Ukształtowanie poziome
Pomijając wyspy, brzeg morski Hiszpanii ma długość prawie 4000 km długości, jednak linia brzegowa nie jest silnie rozwinięta. Spoglądając na mapę Hiszpanii, można zauważyć, że jej linia brzegowa jest urozmaicona jedynie łagodnie wysuniętymi półwyspami, oraz szerokimi i o łagodnym wgłębieniu zatokami, jak Zatoka Walencka. Znaczne odcinki brzegu, zwłaszcza na wschodzie, mają postać niemal wyrównanego wybrzeża. Jedynie północne wybrzeże (Zatoka Biskajska) i część południowego wybrzeża (rejon zachodniej Andaluzji) to wybrzeża nieco bardziej poszarpane, urozmaicone serią niewielkich półwyspów.
Wybrzeża Hiszpanii, sprzyjające turystyce, są w większości płaskie i dostępne. Znaczna część wybrzeża wschodniego i południowego to plaże, tylko miejscami urozmaicone skałami i klifami. Na północy oprócz plaż ciągnących się nad Zatoką Biskajską brzeg morski w zachodniej części wybrzeża jest riasowy. Baleary są w znacznej mierze usiane klifami, ale i tam w wielu miejscach występują płaskie wybrzeża, intensywnie zagospodarowane turystycznie.

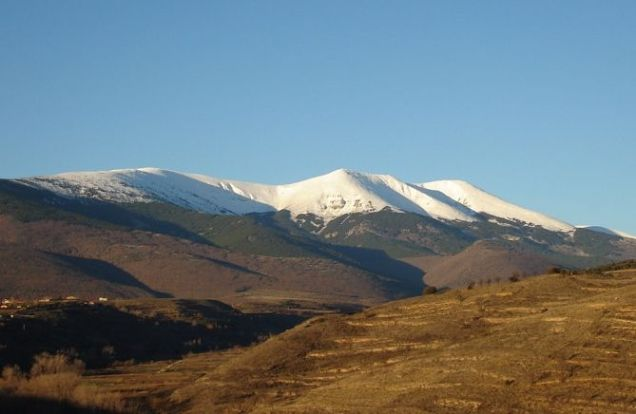
Widok na Moncayo z Alcalá de Moncayo

## Budowa geologiczna
Hiszpania ma skomplikowaną budowę geologiczną, ukształtowaną przez ruchy górotwórcze w proterozoiku, sylurze i w karbonie. Najwyższe łańcuchy górskie należą do systemu fałdowań alpejskich. Centralna część Półwyspu Iberyjskiego (w granicach Hiszpanii i Portugalii) zbudowana jest z masywów paleozoicznych, częściowo przykrytych osadami mezozoicznymi i kenozoicznymi, które występują w rozległych nieckach. Hiszpania, będąc krajem górzystym i wyżynnym, posiada kilka pasm górskich, które cechuje rozmaita budowa geologiczna.
Góry Kastylijskie są zbudowane ze starych granitów i krystalicznych łupków, które w okresie plejstocenu uległy zlodowaceniu. Góry Iberyjskie są obszarem sfałdowanym w orogenezie alpejskiej z występującymi wapiennymi formami krasowymi. Góry Kantabryjskie powstały w orogenezie hercyńskiej i są zbudowane z kwarcytów, wapieni i łupków piaskowców paleozoicznych. Sierra Morena to obszar górski, który został sfałdowany w orogenezie alpejskiej, bogaty w surowce mineralne takie jak rudy rtęci (cynober). Góry te zbudowane są z granitów, wapieni i łupków. Góry Betyckie są alpejskim górotworem, pokrytym licznymi uskokami i spękaniami; zbudowane są ze skał krystalicznych oraz osadowych, na które składają się wapienie, dolomity, piaskowce i margle. Pireneje zbudowane są w części osiowej z hercyńskich masywów krystalicznych, w częściach brzeżnych z osadowych skał mezozoicznych. Ostatecznie zostały wypiętrzone w orogenezie alpejskiej. Obszar Galicji to wyżyna będąca swoistym przedgórzem Gór Kantabryjskich, zbudowana z granitów i starych skał metamorficznych. Archipelag Balearów jest zbudowanym głównie z wapieni geologicznym przedłużeniem Gór Betyckich.

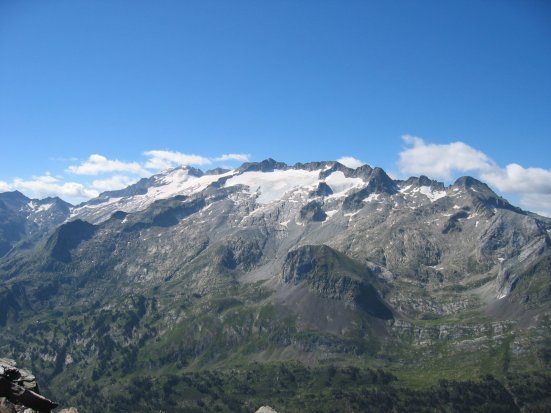
Pico de Aneto – najwyższy szczyt Pirenejów

## Rzeźba
Najwyższym szczytem Hiszpanii jest Pico del Teide (3718 m n.p.m.) na Teneryfie.

### Niziny
Hiszpania jest krajem wyżynno-górzystym, gdzie tereny nizinne do wysokości 200 m n.p.m. stanowią jedynie 11% powierzchni kraju. Tereny leżące powyżej 600 m n.p.m. stanowią aż 58% powierzchni kraju. Tereny nizinne skupiają się głównie w strefie wybrzeża oraz w dolinach rzek. Największą niziną jest Nizina Andaluzyjska, leżąca w regionie rzeki Gwadalkiwir na południowym zachodzie kraju. Niziny nadmorskie Hiszpanii są nizinami napływowymi, narastającymi na skutek akumulacyjnej działalności rzek i morza. Największą taką niziną jest Nizina Walencka, leżąca jak sama nazwa wskazuje w rejonie miasta Walencja na wschodnim wybrzeżu Hiszpanii.

### Meseta
Dominującą formację w Hiszpanii stanowią góry i towarzyszące im wyżyny, występujące najczęściej pod postacią kotlin. Główną jednostkę geograficzną kraju stanowi Meseta, będąca obszarem górzysto-wyżynnym o średniej wysokości 650 m n.p.m. Meseta Iberyjska zajmuje powierzchnię 210 tys. km² i znajduje się w centralnej części kraju. Jest to największa wyżyna Europy. Otaczają ją pasma górskie, jak np.: Góry Kantabryjskie, Góry Iberyjskie, oraz Sierra Morena.

### Góry otaczające Mesetę

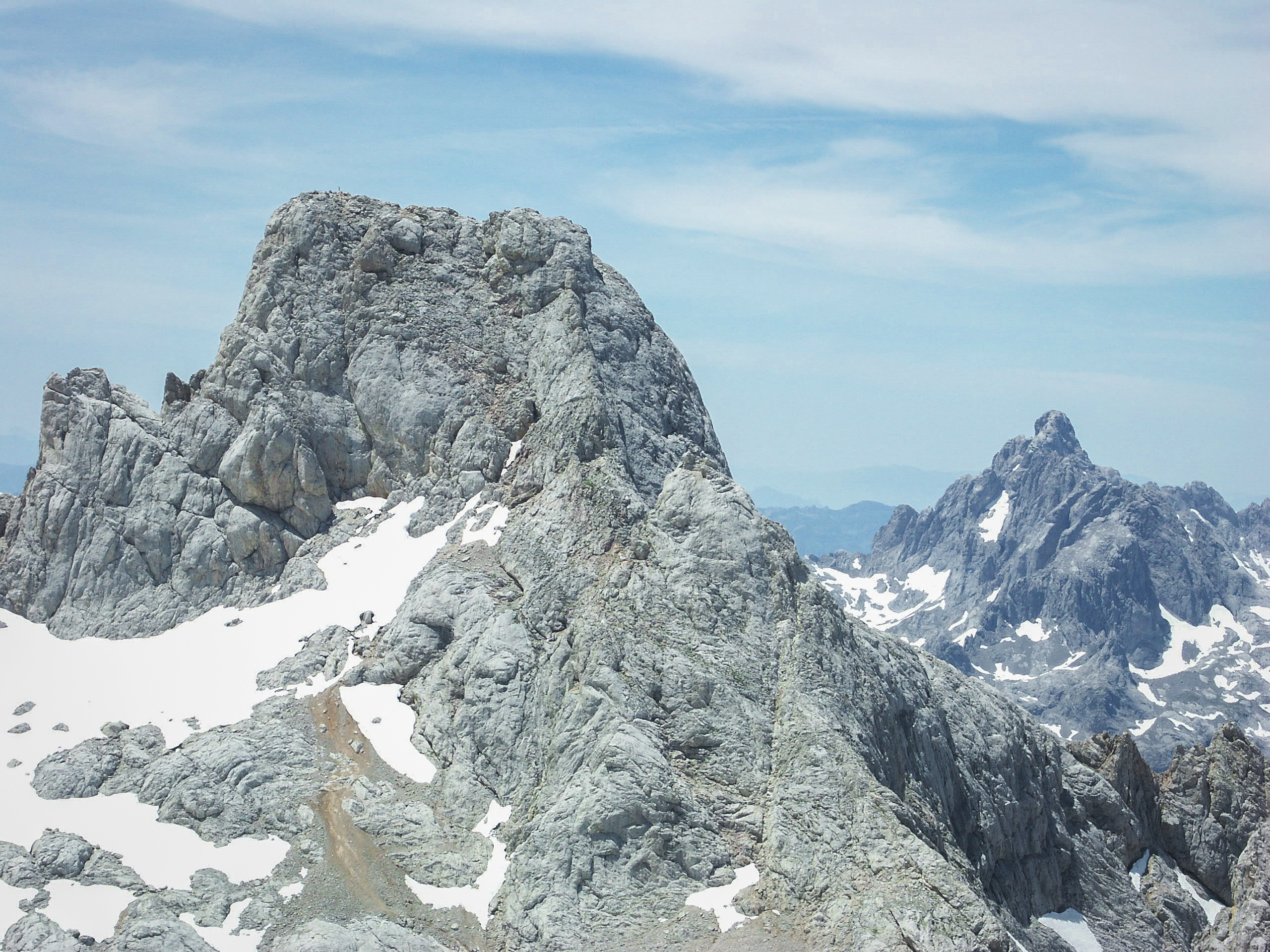
Torre de Cerredo

Góry Kantabryjskie leżą na północy kraju i ciągną się równolegle do wybrzeży Zatoki Biskajskiej. Długie na około 500 km góry i wysokie średnio na 2000 m n.p.m. stanowią wyraźna barierę klimatyczną. Najwyższym szczytem tych gór jest Torre de Cerredo mający 2648 m n.p.m. Góry Iberyjskie ograniczają Mesetę od północnego wschodu; ciągną się mniej więcej od wschodniej części Gór Kantabryjskich w kierunku Morza Śródziemnego na długości 400 km. Najwyższym szczytem tych gór jest Moncayo, wysoki na 2313 m n.p.m. Góry te obejmują następujące pasma: Montes de Oca, Demanda, Cebollera, Picos de Urbión i Moncayo, gdzie wznosi się najwyższy szczyt tychże gór. Sierra Morena to ostatni górotwór otaczający Mesetę. Sierra Morena leżące na południu kraju ciągną się z zachodu na wschód na długości 350 km. Najwyższym szczytem tych gór jest Sierra Madrona wysoki na 1323 m n.p.m. Zachodnim przedłużeniem tych gór jest Masyw Galicyjski, leżący w północno-zachodniej części kraju.

### Góry Kastylijskie
Obszar Mesety przedzielają Góry Kastylijskie zwane Kordylierą Centralną. Góry te ciągną się przez środkową część kraju, od południowego zachodu, na północny wschód, na długości 550 km. Są największym górotworem dzielącym Mesetę i mają powierzchnię około 60 tys. km². Najwyższym szczytem jest Almanzor wysoki na 2592 m n.p.m. Góry te obejmują od wschodu w kierunku zachodnim następujące masywy: Sierra de Ayllón, Sierra de Somosierra, Sierra de Guadarrama, Sierra de Malagón, Sierra de la Paramera, La Serrota, Sierra de Villafranca, Sierra de Béjar, Sierra de Gredos, gdzie wznosi się najwyższy szczyty tychże gór, Sierra de Gata i Serra da Estrela. Góry te dzielą Mesetę na Starą Kastylię na północy i Nową Kastylię na południu i są drugim co do wielkości obszarem górskich Hiszpanii, jak i całego Półwyspu Iberyjskiego.

### Pireneje
Pireneje stanowią naturalną granicę Hiszpanii i Francji. Ciągną się od krawędzi Zatoki Biskajskiej do niemal wybrzeży Morza Śródziemnego na długości 440 km. Pireneje tworzą potężny, słabo dostępny mur górski o średniej wysokości szczytów dochodzącej do 3000 m n.p.m. i przełęczach nieobniżających się poniżej 1600 m n.p.m. Góry te są drugim co do wysokości górotworem w Hiszpanii. Na ich obszarze wznosi się szczyt Pico de Aneto o wysokości 3404 m n.p.m.

### Góry Betyckie

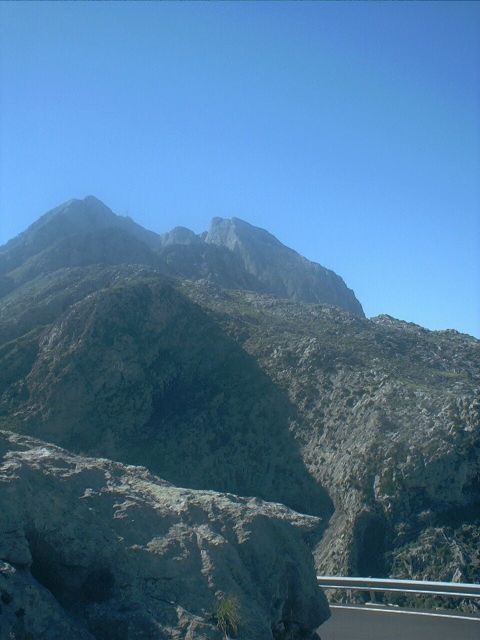
Puig Mayor, najwyższy szczyt Majorki

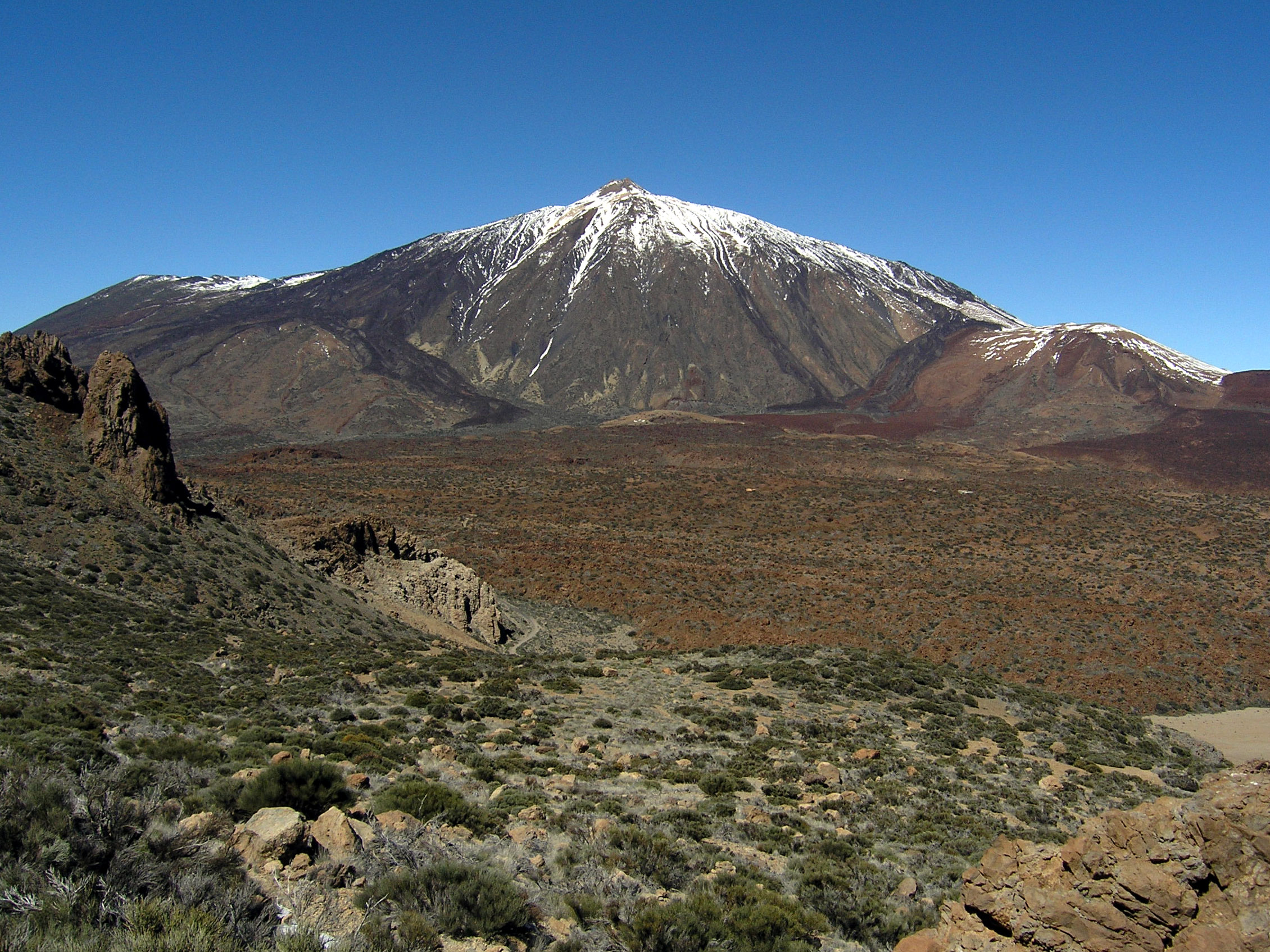
Teide, najwyższy szczyt Hiszpanii

Góry Betyckie są największym łańcuchem gór, leżącym w Hiszpanii, jak i na całym Półwyspie Iberyjskim. Góry te ciągną się równolegle do południowego i południowo-wschodniego wybrzeża Morza Śródziemnego na długości około 600 km. Najwyższym masywem jest Sierra Nevada, gdzie znajduje się najwyższy szczyt całego półwyspu – Mulhacén o wysokości 3478 m n.p.m. Góry te dzielą się na dwa główne łańcuchy: Kordylierę Penybetycką i Kordyliery Subbetyckie.

### Kotliny
Największą wyżynną kotliną w Hiszpanii jest Kotlina Aragońska, leżąca między Pirenejami a Górami Iberyjskimi. Jej dno znajduje się średnio na wysokości 250 m n.p.m., zaś na obrzeżach wznosi się na 500–700 m n.p.m. Na południu leży Kotlina Teruel, która dzieli kordylierę na łańcuch zachodni: Sierra de Albarracín i Montañas de Cuenca.

## Klimat

### Ogólne informacje
Hiszpania leży w strefie klimatu podzwrotnikowego, który dzieli się na dwa główne typy. Klimat kontynentalny we wnętrzu kraju i morski na jego obrzeżach. Hiszpania z reguły charakteryzuje się ciepłymi latami w obszarach nadbrzeżnych i upalnymi w głębi lądu. Zimy są łagodne na wybrzeżu i chłodne, a nawet mroźne na obszarach leżących daleko od akwenów morskich. W górach występuje piętrowość klimatyczna. Średnia roczna wilgotność wynosi od 60% w głębi lądu do 76% w północno-zachodniej części kraju. Zimą Hiszpania dostaje się pod wpływ polarno-morskich mas powietrza, które sięgają także terenów na samym południu kraju. Masy te są pochodzenia atlantyckiego. Latem cały obszar od maja do końca października znajduje się pod wpływem mas zwrotnikowych, pochodzących znad Sahary. W okresie letnim w Hiszpanii burze należą do rzadkości, skupiając się głównie regionach leżących nad Zatoką Biskajską, gdzie latem dochodzi do zderzania się chłodnych mas atlantyckich z gorącymi afrykańskimi. Burze na obszarze całego kraju najczęściej występują wiosną; zdarzają się także jesienią.

### Odmiany klimatyczne w kraju
Na obszarze kraju w związku ze skomplikowaną orografią i usytuowaniem wybrzeży wykształciła się spora różnorodność klimatyczna, w związku z czym możemy mówić o lokalnych mikroklimatach w wielu przypadkach. Główne odmiany klimatu Hiszpanii to:
Klimat oceaniczny: występuje w Galicji, Asturii, Kantabrii, Kraju Basków i Nawarze. Charakteryzują go obfite opady w ciągu całego roku i niskie temperatury (jak na Hiszpanię) tak zimą, jak i latem (La Coruna: 10,4 °C w styczniu, 19,2 °C w sierpniu i 1008 mm; Bilbao: 9,0 °C w styczniu, 20,3 °C w sierpniu i 1195 mm).
Klimat oceaniczno-kontynentalny: występuje w Kastylii i Leonie, Madrycie, La Rioja, Kastylii-La Manchy, Estremadurze i Andaluzji. Opady są tutaj mniej obfite, przeważają w półroczu zimowym i charakteryzują się większą zmiennością dobową, jak i roczną. Na obszarach wyżej położonych występują zimy z bardzo niskimi temperaturami i chłodne lata (Soria: 2,9 °C w styczniu, 20,0 °C w lipcu), podczas gdy na południu i w strefach niżej położonych zimy są bardziej łagodne, a lata upalne (Córdoba: 9,2 °C w styczniu, 27,2 °C w lipcu).
Klimat śródziemnomorski kontynentalny: występuje w Aragonii, Katalonii, Walencji, Murcji, Kastylii-La Manchy i Andaluzji. Opady są niewielkie i pojawiają się głównie wiosną i jesienią. Obserwuje się podobną sytuację termiczną jak w klimacie oceaniczno-kontynentalnym (Murcja: 10,1 °C w styczniu, 26,7 °C w sierpniu). Dobowe wahania temperatury w niektórych miejscach przekraczają 25 °C.
Klimat śródziemnomorski występuje w Katalonii, Walencji, Murcji, Andaluzji i na Balearach. Opady są niewielkie, przypadają przede wszystkim na jesień (czasem przybierają formę ulew), ich wysokość zmniejsza się z północy na południe od klimatu śródziemnomorskiego wilgotnego do suchego (Barcelona 640 mm, Tortosa 524 mm, Walencja 454 mm, Alicante 336 mm, Almería 196 mm). Temperatury są łagodne zimą i bardzo wysokie latem, z amplitudami mniejszymi niż w klimacie kontynentalnym, ale większymi niż w oceanicznym (Barcelona: 8,9 °C w styczniu, 23,6 °C w sierpniu; Alicante: 11,5 °C w styczniu, 25,5 °C w sierpniu).
Klimat górski występuje na obszarach górzystych i charakteryzuje się piętrowością klimatyczno-roślinną. Zimy np. w Pirenejach w zależności od wysokości cechują się temperaturami od –10 °C powyżej 2500 m n.p.m., gdzie śnieg utrzymuje się ponad sześć miesięcy, do 3–7 °C u podnóża gór. Na wysokościach rzędu 3000-3400 w regionie masywu, gdzie wznosi się szczyt Pico de Aneto, występują wieczne śniegi, a latem temperatura nie przekracza 0 °C. Górski klimat panuje także na innych obszarach górskich, przede wszystkim w Górach Betyckich, gdzie surowe zimy występują w łańcuchu Sierra Nevada.

### Maksima klimatyczne

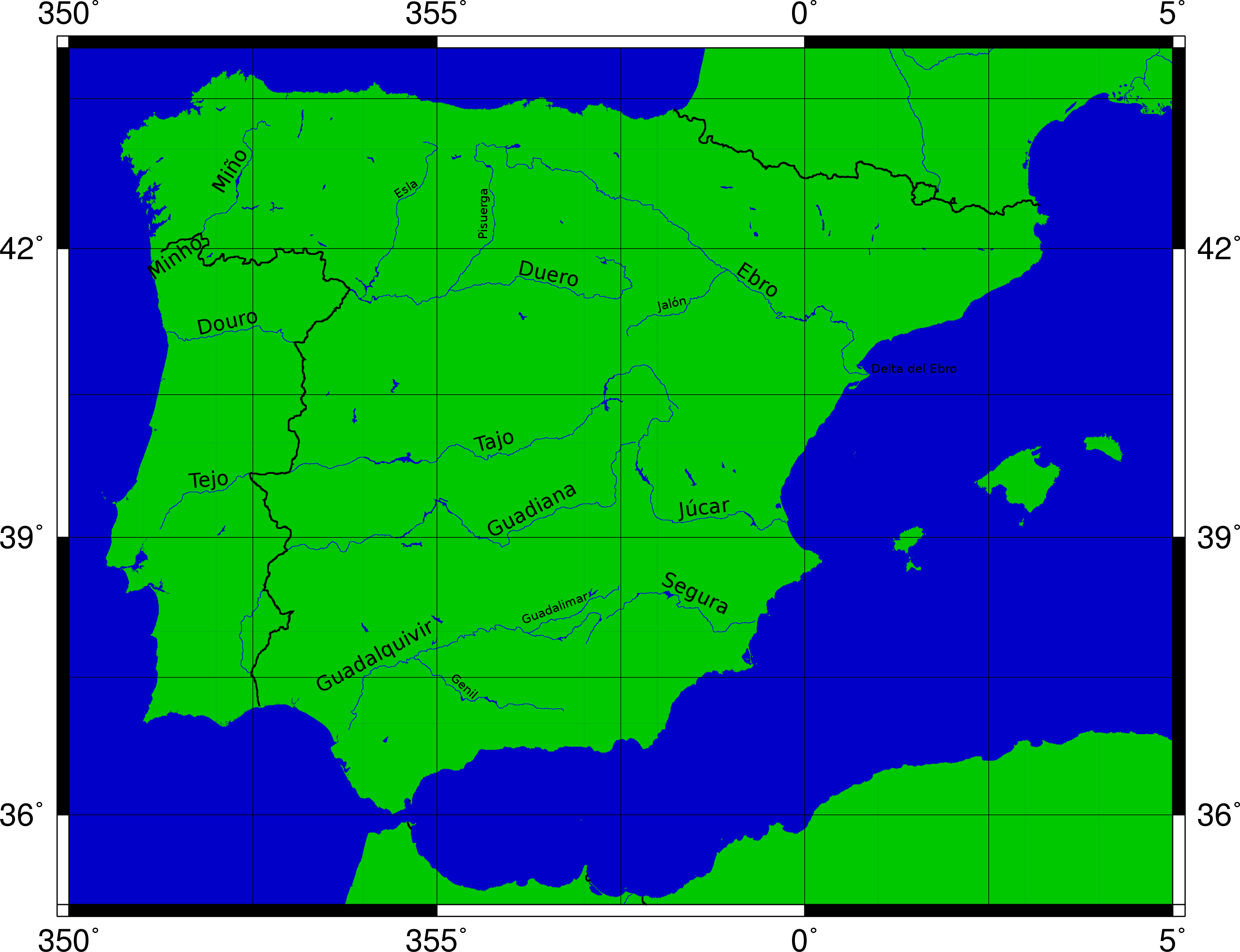
Główne rzeki Hiszpanii

Temperatura maksymalna: Murcja 47,2 °C (4 lipca 1994), Sewilla 47,0 °C (6 sierpnia 1946), Córdoba 46,6 °C (23 lipca 1995), Jerez de la Frontera (Kadyks) 45,1 °C (1 sierpnia 2003), Badajoz 45,0 °C (1 sierpnia 2003).
Temperatura minimalna: Lago Estangento (Lérida) –32,0 °C (2 lutego 1956), Calamocha (Teruel) –30,0 °C (17 grudnia 1963), Molina de Aragón (Guadalajara) –28,0 °C (17 grudnia 1963), Albacete –24,0 °C (3 stycznia 1971), Burgos –22,0 °C (3 stycznia 1971), Teruel –21,5 °C (25 stycznia 1952), Salamanka –20,0 °C (5 lutego 1963).
Najwyższy opad dobowy: Gandia (Walencja) 720 mm (3 listopada 1987), Malaga 313 mm (27 września 1957), Santa Cruz de Tenerife 280 mm (27 lutego 1988), Alicante 270,2 mm (30 września 1997), Bilbao 252,6 mm (26 sierpnia 1983), Girona 233 mm (6 stycznia 1977).

## Wody
Hiszpania leży na obszarze dwóch zlewisk: Morza Śródziemnego, obejmującego obszary wschodniej i południowej części kraju, oraz Oceanu Atlantyckiego, którego zlewisko jest największe, zajmujące dwie trzecie powierzchni kraju i obejmuje całą środkową, północną i zachodnią oraz południowo-zachodnią część kraju. Część rzek hiszpańskich, jak np. Tag, płynąc do Oceanu Atlantyckiego, przepływa przez terytorium Portugalii.

### Rzeki
Sieć rzeczna kraju jest dość gęsta; najwięcej cieków skupia się w zachodniej i północno-wschodniej części, ale rzeki liczne są w wielu innych miejscach. Główne rzeki Hiszpanii to Tag (731 km), Gwadiana (778 km), Duero i Gwadalkiwir (657 km), uchodzące do Atlantyku, oraz Ebro (930 km, najdłuższa rzeka w kraju), która wpada do Morza Śródziemnego. Do pozostałych rzek uchodzących do Morza Śródziemnego należą: Júcar (498 km), Segura (325 km), Turia (280 km). Pozostałe rzeki uchodzące do Atlantyku to: Miño (310 km), Navia (159 km), Tambre (134 km), i Guadalete (157 km). Najdłuższą rzeką na Półwyspie Iberyjskim jest Tag, który na długości 225 kilometrów odcinek płynie przez Portugalię; łącznie rzeka ta liczy 1010 km.

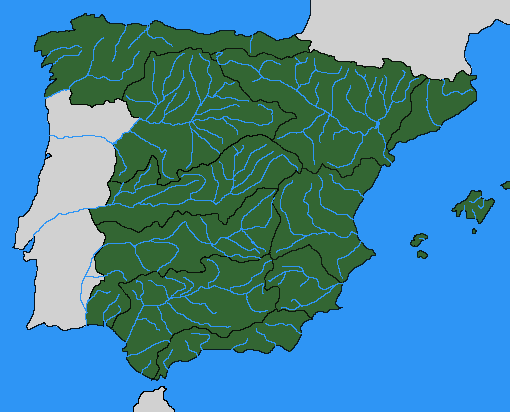
Dorzecza Hiszpanii

Główne rzeki kraju, jak Tag czy Gwadalkwir, wyżłobiły przez tysiące lat głębokie doliny, w których licznie występują progi sprzyjające rozwojowi hydroenergetyki. Rzeki Hiszpanii cechują się zmiennością stanu swych wód, co jest spowodowane rocznym rozkładem opadów. Najobfitszą w zasoby wody jest Duero, ale i jej poziom ulega znacznym zmianom w ciągu roku. Istnienie licznych progów uniemożliwia żeglugę, jedynie Gwadalkiwir jest żeglowny w dolnym biegu. Dopływy są wykorzystywane do celów irygacyjnych, co jednak jest możliwe tylko dzięki budowie dużych zbiorników retencyjnych.

### Jeziora i inne zbiorniki wodne
Hiszpania ma niewiele jezior naturalnych; zdecydowana większość z nich to zbiorniki utworzone na skutek działalności gospodarki wodnej. Do głównych jezior należą: Albufera de Valencia, Lago de Sanabria, Lago de Bañolas, Laguna de Gallocanta, Laguna de la Zaida, Lagunas de Ruidera. Liczne są zbiorniki retencyjne, wykorzystywane głównie na potrzeby rolnictwa. Największy zbiornik retencyjny zbudowano na rzece Esli w pobliżu jej ujścia do Duero.

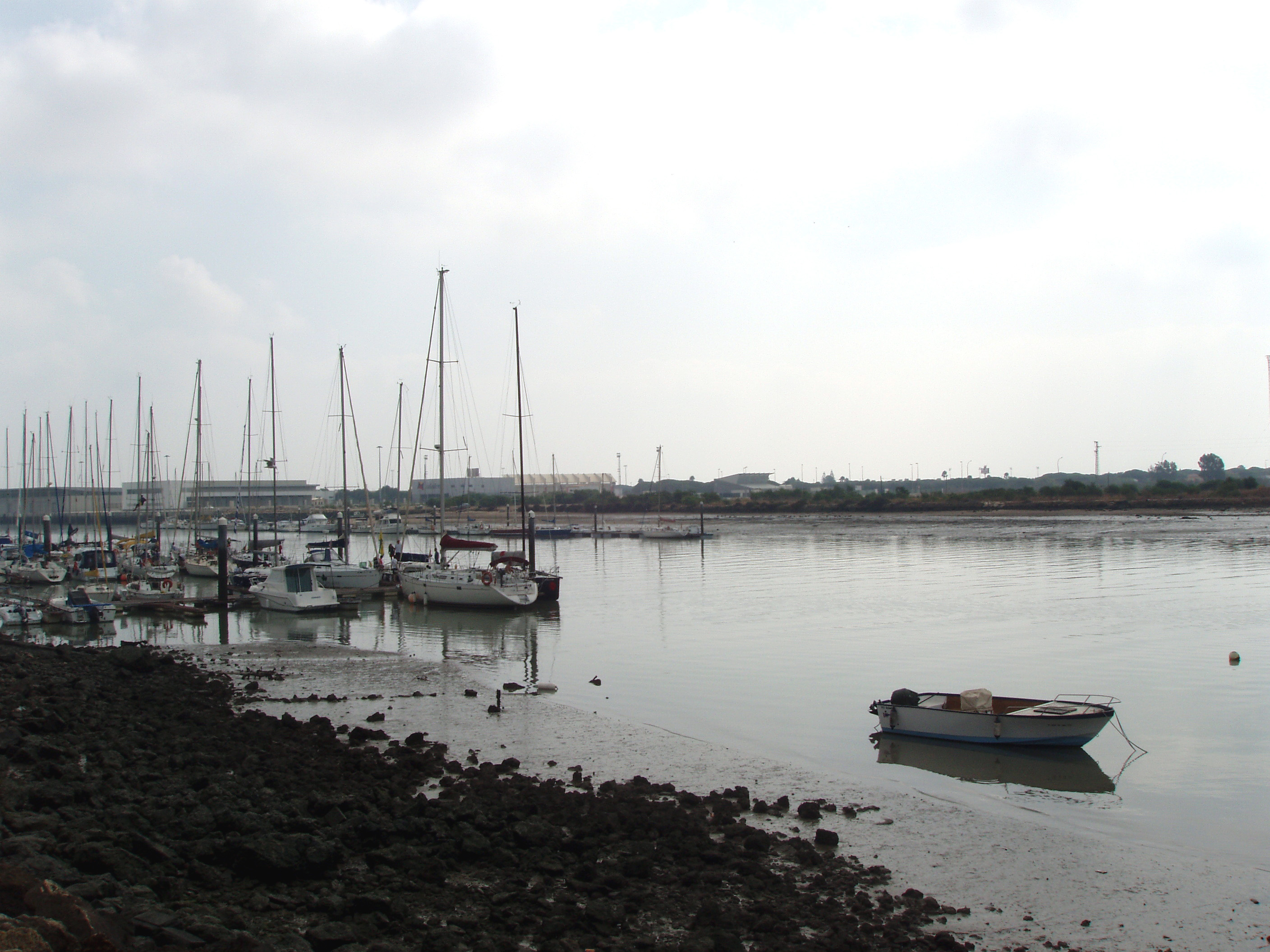
Ujście rzeki Guadalete

## Gleby
Pokrywa glebowa Hiszpanii jest bardzo zróżnicowana. Duże obszary Hiszpanii zajmują gleby górskie, gdzie na ogromnych obszarach występują gleby brązowe (cynamonowe) i brunatne śródziemnomorskie. Północne obszary kraju pokryte są glebami brunatnymi, a w Górach Kantabryjskich występuje kompleks gleb bielicowych. W wielu miejscach Galicji, gdzie panuje wilgotny klimat, tereny pokryte są piaszczystymi, zabagnionymi glebami i typowymi glebami występującymi na obszarach bagiennych. Na południu kraju przeważają czerwonoziemy. Najżyźniejszymi glebami w Hiszpanii są aluwia pokrywające doliny rzek.

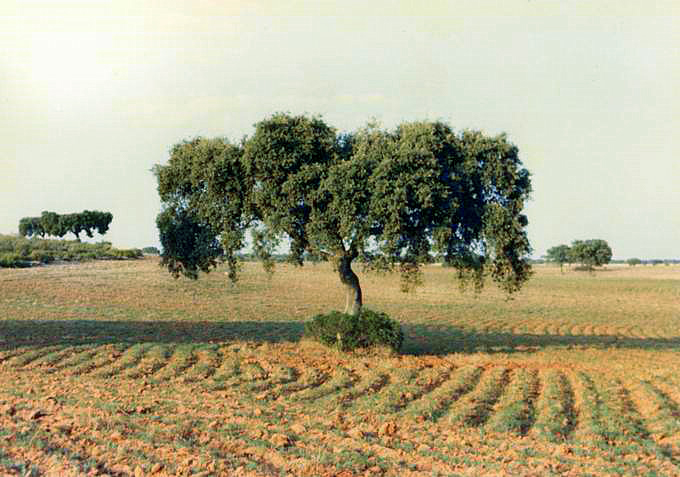
Dąb ostrolistny

## Flora
Naturalna szata roślinna została zniszczona, m.in. wskutek wypasu owiec; jej miejsce zajmują uprawy i pastwiska. Znaczne obszary kraju mają charakter bezdrzewnego stepu wtórnego, na którego obszarze niegdyś rosły lasy. Dawniej jedynymi obszarami pozbawionymi drzew były najsuchsze tereny Kotliny Aragońskiej i część Kotliny Nowej Kastylii, oraz niewielkie obszary Starej Kastylii. Obecnie na skutek dewastacji obszary stepowe obejmują znaczne obszary. Niektóre suche regiony kraju podlegają powolnemu procesowi pustynnienia.

### Lasy
Obecnie lasy w Hiszpanii zajmują 30% powierzchni, jednak tereny leśne uległy znacznej degradacji. Pomijając stepy, strefę roślinną Hiszpanii można podzielić na trzy strefy. Są to: lasy strefy wilgotnej obejmujące północną, a zwłaszcza północno-wschodnią część kraju, gdzie wyraźnie zaznacza się wpływ Atlantyku; strefa lasów suchych na południu i południowym zachodzie, gdzie poza lasami występuje znana na całym obszarze śródziemnomorskim roślinność twardolistna – makia, oraz las górski, obejmujący obszar Pirenejów, Gór Kastylijskich, Betyckich i innych obszarów, gdzie występuje piętrowość roślinno-klimatyczna.

### Formacje roślinne
Tereny wilgotne na północy i na północnym wschodzie porastają lasy liściaste i mieszane, gdzie rosną takie gatunki jak dęby i buki, na terenach Galicji obszar pokryty jest bagnami i torfowiskami, które zajmują niewielki procent powierzchni kraju. Lasy terenów suchych to obszary występowania lasów liściastych, do których należą takie gatunki jak: dąb ostrolistny, dąb korkowy, pinia. Tereny te porasta wspomniana wyżej makia. Na obszarach, gdzie zniszczono lasy, a nie występują tereny rolnicze, poza makią występuje garig i tzw. tomillares – formacje złożone przeważnie z wargowych roślin zielnych. Obszary wilgotniejsze strefy śródziemnomorskiej, czyli strefa nabrzeżna, porośnięte są lasami dębowymi, gdzie rośnie wymieniony wyżej cenny dąb korkowy. Powszechne są także lasy sosnowe oraz cyprysy. W wielu miejscach, zwłaszcza w pobliżu mórz, a także w obszarach miejskich rosną palmy. Tereny górskie pokryte są w zależności od wysokości różnymi formacjami roślinnymi. Obszary dolnych partii gór porastają dęby ostrolistne, korkowe, kasztany. W wyższych partiach gór tereny pokryte są łąkami górskimi, które wyżej ustępują miejsca górskiej tundrze i nagim skałom. Obszary niskich Pirenejów porośnięte są także lasami bukowymi i sosnowymi lasami atlantyckimi, które także miejscami występują w regionach nad Zatoką Biskajską.

## Fauna
Obszar Hiszpanii pod względem gatunkowym należy do obszaru śródziemnomorskiego i obszarów europejskich lasów Krainy Palearktycznej; oznacza to, że w Hiszpanii występuje fauna charakterystyczna zarówno dla obszarów podzwrotnikowych, jak i lasów Europy. Pomimo zmian w przyrodzie, jakie wystąpiły w ostatnich dziesięcioleciach, fauna w Hiszpanii jest urozmaicona. W lasach w Hiszpanii żyją wilki i rysie, chociaż ich liczebność jest bardzo mała. Częściej w Hiszpanii, szczególnie na północy, występują charakterystyczne dla lasów pospolite gatunki, do których należą dziki, jelenie i zające. Świat ptaków w Hiszpanii jest bogaty i obfituje w drapieżniki. W rzekach i jeziorach żyją różne gatunki ryb, takie jak pstrągi.
Na obszarze Nowej Kastylii w Hiszpanii żyją przepiórki. Dużo w Hiszpanii jest również węży.